# Ágape (cristianismo)

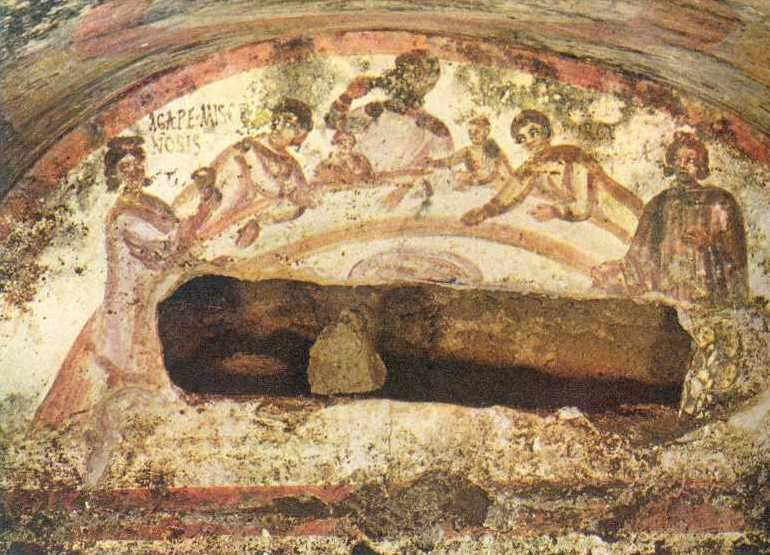
Fresco de un banquete en la catacumba de los Santos Marcelino y Pedro, en Roma

Ágape, del griego agápe (ἀγάπη), 'amor', es la comida de caridad que hacían entre sí los primeros cristianos en sus reuniones para cimentar la concordia y la unión entre los miembros del mismo cuerpo y para restablecer, por lo menos al pie de los altares, la fraternidad destruida en la sociedad civil por la desigualdad de las condiciones.

## Historia
Al principio, estos ágapes se hacían sin desorden ni escándalo. Así lo prueba lo que San Pablo escribió a los Corintios, Epist. 1ª c. 11 Los paganos, que no conocían ni la política ni el objeto de ellos, tomaron ocasión para hacer a los primeros fieles los reproches más odiosos. Decían que degollaban a sus hijos y comían su carne y que se entregaban a la impudicidad en las tinieblas; el pueblo, siempre demasiado crédulo, dio fe a todas estas calumnias, mas Plinio el Joven, mejor informado, hizo una relación a Trajano y le aseguró que en los ágapes todo respiraba inocencia y fragilidad.
El emperador Juliano, aunque enemigo declarado de los cristianos, convenía en que su caridad para con los pobres, sus ágapes y el cuidado que sus sacerdotes tenían por los miserables o enfermos eran uno de los principales atractivos por los cuales se decidían los paganos a abrazar el cristianismo. 
Los primeros fieles, que al principio eran pocos, se consideraban como una misma familia de hermanos y vivían en comunidad: el espíritu de caridad instituyó estas comidas, en las que reinaba la templanza. Habiendo aumentado el número de los fieles después se trató de conservar este uso de los primeros tiempos, pero comenzaron a introducirse abusos y la Iglesia se vio obligada a prohibir los ágapes.
Los pastores, con el objeto de desterrar hasta el menor pretexto de licencia, prohibieron que el beso de paz que se daban al reunirse tuviera lugar entre personas de diferente sexo y que se pusieran camas en las iglesias para comer con más comodidad. Más otros abusos hicieron que se suprimieran poco a poco los ágapes. San Ambrosio trabajó para esto con tanta eficacia que en la Iglesia de Milán cesó su uso completamente. En la de África no subsistió más que entre los clérigos y para ejercer la hospitalidad hacia los extranjeros. Después de grandes obstáculos, San Agustín llegó a suprimir en Hipona la costumbre de comer en la iglesia, abuso que había sido prohibido en el concilio de Laodicea, can. 18; se vio obligado a tomar muchas precauciones y a usar de todas las contemplaciones posibles.
Entre los estudiosos se han originado diferentes contestaciones con el objeto de averiguar si la comunión de la Eucaristía se hacía antes o después de la comida de los ágapes. Parece que en su origen era después, a fin de imitar con mayor exactitud la acción de Jesús, que no instituyó la Eucaristía ni dio de comulgar a sus apóstoles sino después de la cena que acababa de hacer con ellos. No obstante, conociendo después que era mejor recibir la Eucaristía en ayunas, parece que se estableció este uso desde el siglo II d. C. Sin embargo, al ordenarlo así en el tercer concilio de Cartago, exceptuó el Jueves Santo, en el cual se continuó practicando los ágapes antes de la comunión. De todo esto se deduce que la disciplina acerca de este punto no fue uniforme en todas partes. 
San Gregorio el Grande permitió a los ingleses recién convertidos celebrar festines bajo algunas tiendas o árboles el día de la dedicación de sus iglesias o de las fiestas de los mártires, en la proximidad de las iglesias pero no en su recinto. Se encuentran también algunos vestigios de los ágapes en el uso establecido en muchas iglesias catedrales o colegiatas, que consisten en hacer el Jueves Santo, después del lavatorio de pies y de los altares, una colación en la sala capitular, la sacristía y aun en la iglesia. 